# Jee Hyo-seok
Jee Hyo-seok, auch Ji Hyo-seok (* 15. März 1999) ist ein südkoreanischer Eishockeyspieler, der seit 2022 bei Anyang Halla aus der Asia League Ice Hockey unter Vertrag steht.

## Karriere
Jee Hyo-seok begann seine Karriere als Eishockeyspieler in der Kyung Bock Highschool, für deren Mannschaft er in der südkoreanischen Highschoolliga spielte. Während seines Studiums an der Yonsei University spielte er für deren Team in der College Liga. 2022 wechselte er zu Anyang Halla in die Asia League Ice Hockey, die er mit dem Klub 2023, 2024 und 2025 gewinnen konnte.

### International
Für Südkorea nahm Jee Hyo-seok an der U18-Weltmeisterschaft 2017 und der U20-Weltmeisterschaft 2019 jeweils in der Division II teil.
Sein Debüt in der Herren-Auswahl des ostasiatischen Landes gab er bei der Qualifikation für die Olympischen Winterspiele in Peking 2022. Anschließend spielte er bei den Weltmeisterschaften 2023 und 2024 in der Division I. Zudem vertrat er sein Heimatland bei der Qualifikation für die Olympischen Winterspiele in Mailand 2026 und bei der Eishockey-Asienmeisterschaft der Herren 2024 im kasachischen Almaty, bei der die Südkoreaner die Bronzemedaille gewannen.

## Erfolge und Auszeichnungen
- 2023 Asia-League-Ice-Hockey-Gewinn mit Anyang Halla
- 2024 Asia-League-Ice-Hockey-Gewinn mit Anyang Halla
- 2024 Bronzemedaille bei den Asienmeisterschaft
- 2025 Asia-League-Ice-Hockey-Gewinn mit Anyang Halla